# 동해어업관리단
동해어업관리단(東海漁業管理團, East Sea Fisheries Management Service)은 대한민국 해양수산부의 소속기관이다. 2011년 6월 15일 발족하였으며, 부산광역시 기장군 기장해안로 638에 위치하고 있다. 단장은 서기관 또는 기술서기관으로 보한다.

## 직무
- 어업지도선의 운항 관리
- 어업의 지도·단속 및 조정·관리
- 어업지도선의 통신 운용
- 어업지도선 승선요원의 교육훈련
- 원양어선의 조업상황 감시 및 불법·비보고·비규제 어업(IUU)에 대한 경보 발령

## 연혁
- 1966년 10월 20일: 수산청의 하부조직으로 어업지도관실을 설치.
- 1970년 3월 13일: 어업지도관실을 폐지.
- 1991년 6월 19일: 수산청의 하부조직으로 어업지도선관리사무소를 설치.
- 1996년 8월 8일: 해양수산부의 소속기관으로 개편.
- 2004년 1월 29일: 동해어업지도사무소로 개편.
- 2008년 2월 29일: 농림수산식품부 소속으로 변경. 소속기관으로 강릉어항사무소 설치.
- 2011년 6월 15일: 동해어업관리단으로 개편.
- 2013년 3월 23일: 해양수산부 소속으로 변경.
- 2014년 3월 11일: 동해어업관리단 소속기관 조업감시센터(FMC) 신설.
- 2015년 1월 6일: 강릉어항사무소를 폐지하고 어항의 건설 및 관리에 관한 사무를 지방해양수산청으로 이관.
- 2017년 6월 20일: 일부 관할구역을 남해어업관리단에 이관.

## 관할구역
- 북위 34-53-04 동경 128-28-16의 점, 해간도 서쪽 끝단[2], 비진도 서쪽 끝단[3], 북위 34-39-00, 동경 128-30-00의 점, 동경 128-30-00 선과 한일 EEZ선이 만나는 점을 순차적으로 연결한 선의 동측 해역
- 내륙지역은 부산광역시·대구광역시·울산광역시·강원특별자치도·충청북도·경상북도·경상남도[4]·제주특별자치도

## 조직

### 단장
| - 운영지원과 - 어업지도과 - 안전정보과 | - 조업감시센터 |

## 같이 보기
- 어업지도선
  - 무궁화1호
  - 무궁화6호
  - 무궁화7호
  - 무궁화9호
  - 무궁화16호
  - 무궁화17호
  - 무궁화20호
  - 무궁화21호
  - 무궁화22호
  - 무궁화26호
  - 무궁화30호
  - 무궁화32호
  - 무궁화34호
  - 무궁화37호